# Weghausköchel
Der Weghausköchel ist eine 684 m hohe bewaldete Felskuppe in den Bayerischen Voralpen innerhalb des Naturschutzgebietes Murnauer Moos in Bayern. Zusammen mit Steinköchel, Wiesmahdköchel, Schmatzerlköchel und Langer Köchel erheben sich die Köchel wie Inseln aus dem Murnauer Moos.